# Lenkungsdämpfer

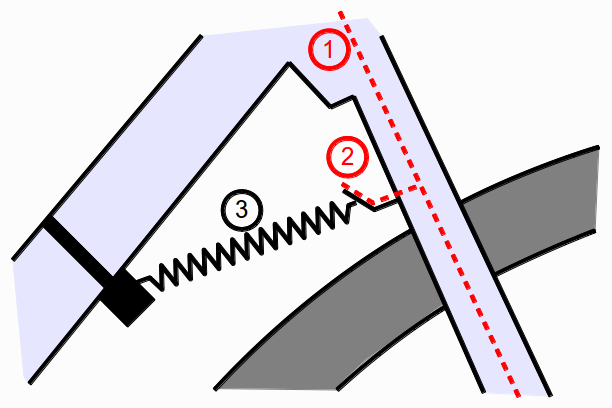
Lenkungsdämpfer beim Fahrrad; 1: Drehachse; 2: Hebel; 3: Feder

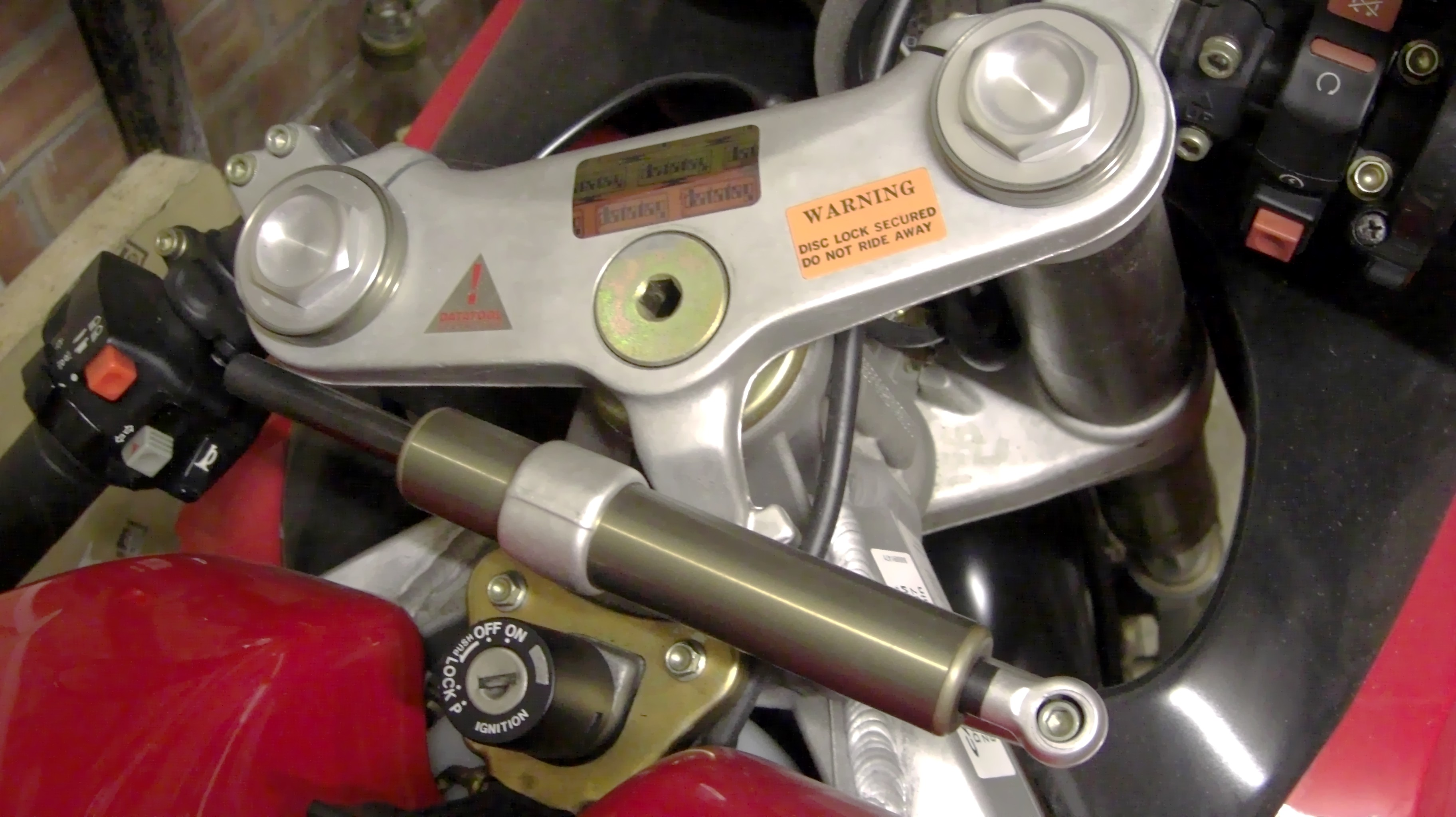
Linearer Lenkungsdämpfer beim Motorrad (quer montiert)

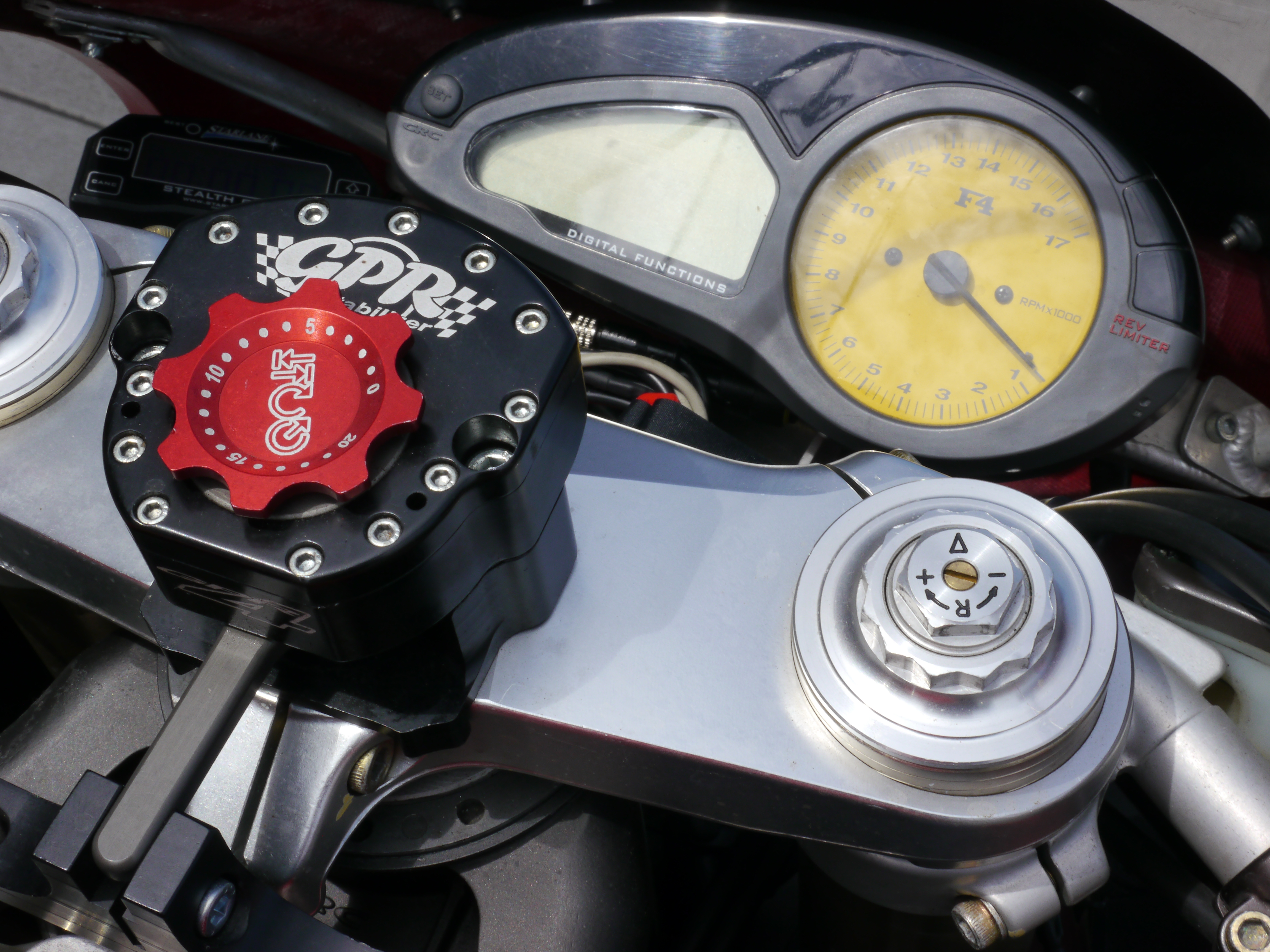
Rotationsdämpfer beim Motorrad auf der Gabelbrücke.

Ein Lenkungsdämpfer ist eine Vorrichtung, die eine unerwünschte, unkontrollierte Bewegung oder Schwingung einer Fahrzeuglenkung verhindern oder dämpfen soll.

## Motorräder
Lenkungsdämpfer werden bei Motorrädern eingesetzt, um das gefährliche Lenkerschlagen bei entlastetem bzw. abgehobenem Vorderrad zu vermeiden. Außerdem werden unerwünschte Schwingungen in der Lenkung wie z. B. das Hochgeschwindigkeitspendeln verringert. Die Dämpfer arbeiten im Prinzip gleich wie Stoßdämpfer. Die Dämpfung bei Zug und Druck ist gleich. Seit einiger Zeit gibt es auch elektromechanische Lenkungsdämpfer, welche nach dem gleichen Prinzip funktionieren, außer dass diese durch einen Sensor, der Schläge und Schwingungen registriert, gesteuert werden. Der Fahrzeughersteller Honda hat im Jahr 2004 sein in Zusammenarbeit mit Kayaba Kōgyō entwickeltes System Honda Electronic Steering Damper (HESD) vorgestellt.

## Fahrräder
Bei Fahrrädern wird eine Konstruktion zur Zentrierung des Lenkers mittels Feder ebenfalls Lenkungsdämpfer genannt, auch wenn es sich um keine Dämpfung im physikalischen Sinne handelt.

## PKW
Lenkungsdämpfer wurden früher (mit anderen Lenkungs-Konstruktionen) auch bei PKW eingesetzt: Der VW Käfer ab August 1964 (Modelljahr '65) ist ein prominentes Beispiel hierfür: Bei ihm ist (an versteckter Stelle, unter dem Tank quer) ein Lenkungsdämpfer eingebaut. Die Modelle mit sogenanntem langem Vorderwagen und Zahnstangenlenkung (1303 Lim. und Cabrio ab August '74) benötigten ihn hingegen nicht. Die alte Fahrwerkskonstruktion mit der leichtgängigen Schneckenlenkung profitierte jedoch sehr von dem Lenkungsdämpfer. Da die Zahnstangen-Lenkung moderner PKW eine ausreichende Eigenreibung besitzt, ist bei diesem heute gängigen Konstruktionsprinzip ein Lenkungsdämpfer zumeist nicht vonnöten. Ausnahmen hiervon sind sportlich ausgelegte Fahrzeuge mit leichtgängiger Lenkung, die ohne Dämpfung zum Flattern neigt: Der Mercedes-Benz SLK bis 2004 beispielsweise verfügt über eine hydraulisch gedämpfte Kugelumlauflenkung. Aber auch bei Pick-ups amerikanischer Bauart werden heutzutage noch Lenkungsdämpfer eingesetzt.